# Antorchas de la libertad

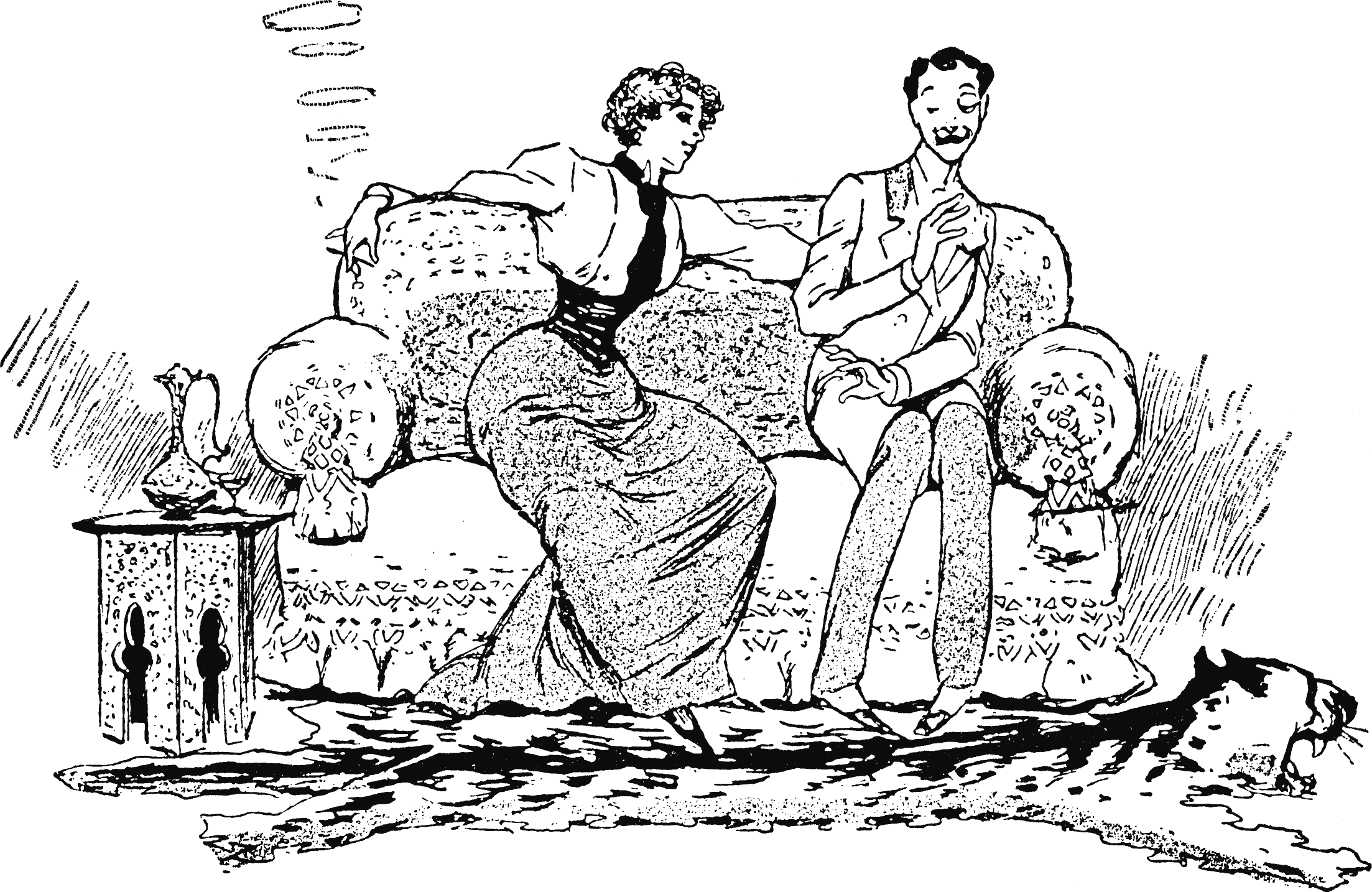
La campaña de relaciones públicas "Antorchas de la libertad" de 1929 equiparó fumar en público con la emancipación de las mujeres. Algunas mujeres habían fumado décadas antes, pero por lo general en privado; Esta caricatura satírica de la década de 1890 de Alemania ilustra la idea de que fumar era considerado poco femenino por algunos en esa época.

«Antorchas de la libertad» fue una expresión utilizada para animar a las mujeres a fumar aprovechando sus aspiraciones a una vida mejor durante la primera ola del feminismo del siglo XX en Estados Unidos. Los cigarrillos se describían como símbolos de emancipación e igualdad con los hombres. El término fue utilizado por primera vez por el psicoanalista Abraham Brill al describir el deseo natural de las mujeres de fumar y fue utilizado por Edward Bernays para animar a las mujeres a fumar en público a pesar de los tabúes sociales. Bernays contrató a mujeres para que desfilaran fumando sus "antorchas de la libertad" en el desfile del Domingo de Pascua del 31 de marzo de 1929, lo que supuso un momento importante en la lucha contra las barreras sociales para las mujeres fumadoras.

## Historia

### Fumar como un acto inapropiado para mujeres
Antes del siglo XX, fumar se consideraba un hábito corrupto e inapropiado para las mujeres. Los pintores holandeses utilizaban los cigarrillos como símbolo de la insensatez humana en el siglo XVII y, en el siglo XIX, los cigarrillos eran percibidos como accesorios de "mujeres decadentes" y prostitutas. El hecho de que las mujeres fumaran se consideraba inmoral y algunos estados intentaron impedirlo imponiendo leyes. En 1904, una mujer llamada Jennie Lasher fue condenada a treinta días de cárcel por poner en peligro la moral de sus hijos al fumar en su presencia, y en 1908 la Junta de Concejales de Nueva York aprobó por unanimidad una ordenanza que prohibía a las mujeres fumar en público. En 1921 se propuso un proyecto de ley para prohibir a las mujeres fumar en el Distrito de Columbia. Algunos grupos de mujeres también lucharon contra el tabaquismo femenino. La Liga Internacional del Tabaco presionó para que los cineastas se abstuvieran de poner a mujeres fumando en las películas, a menos que las representadas tuvieran un carácter "desacreditado", y otros grupos de mujeres pidieron a las jóvenes que firmaran un compromiso de no consumir tabaco. Estos grupos consideraban que fumar era una actividad inmoral y una amenaza. Sin embargo, durante la Primera Guerra Mundial, cuando las mujeres ocuparon los puestos de trabajo de los hombres que habían ido a la guerra, también empezaron a fumar, aunque todavía se consideraba un acto tabú. Los cigarrillos eran una forma de que las mujeres desafiaran las normas sociales y lucharan por la igualdad de derechos con los hombres. Con el tiempo, el cigarrillo pasó a simbolizar para las mujeres "la independencia rebelde, el glamour, la seducción y el atractivo sexual, tanto para las feministas como para las flappers". 

### Publicidad dirigida a la mujer

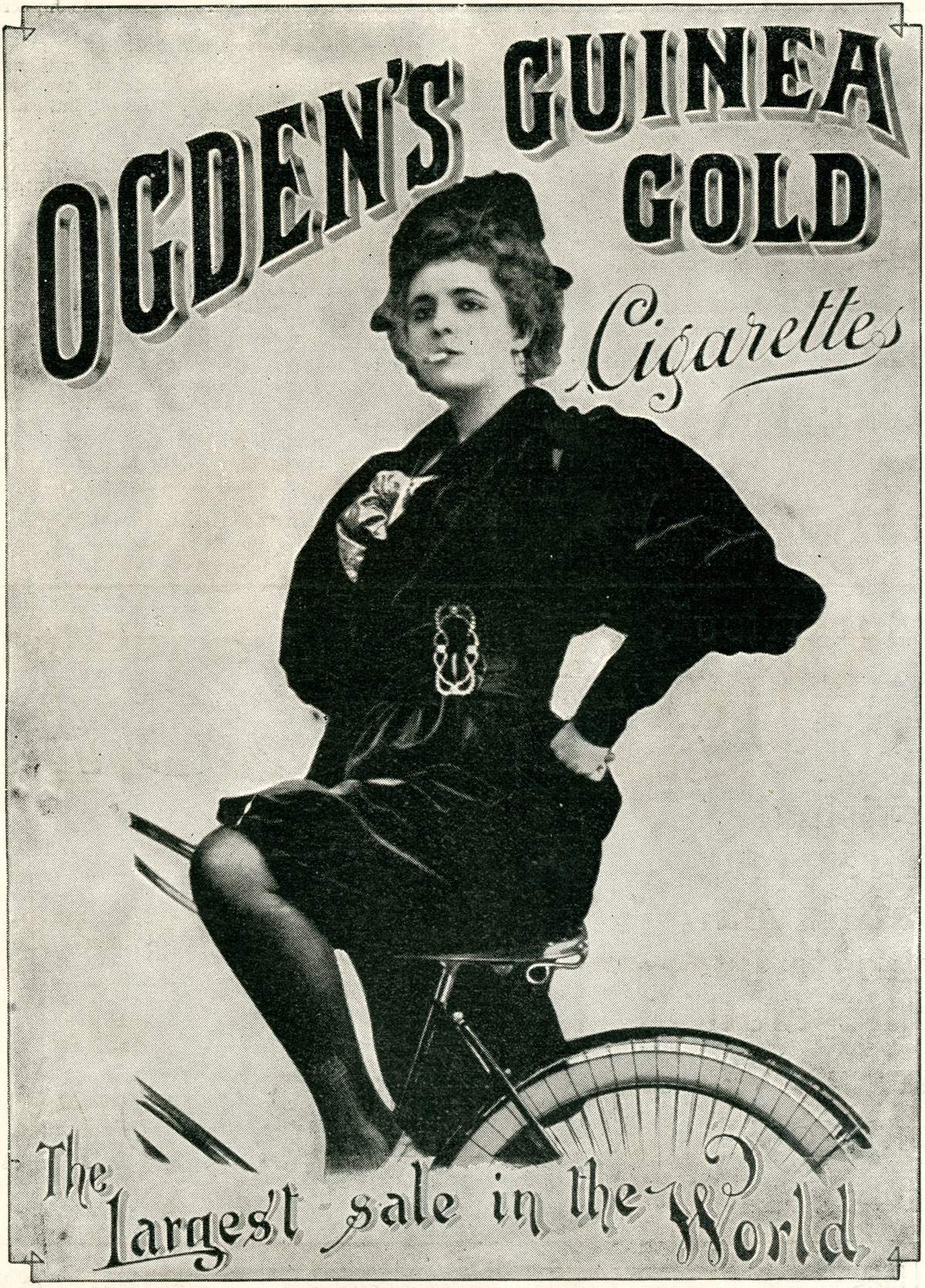
Anuncio de cigarrillos de 1900; dirigirse a las mujeres no es una estrategia nueva

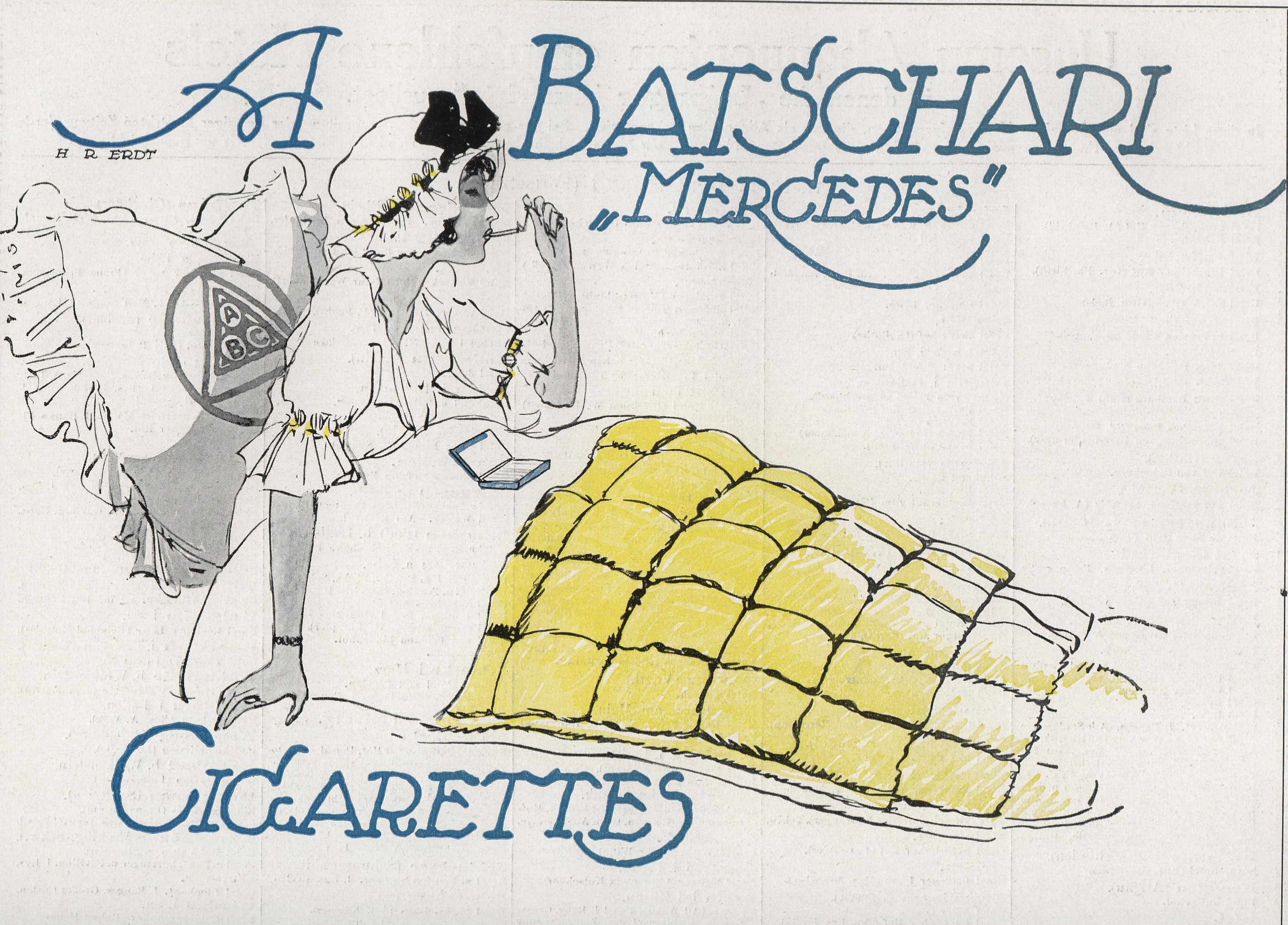
Un anuncio de 1914 dirigido a las mujeres. Las tabacaleras llevan mucho tiempo apuntando al mercado femenino, considerándolo un área de crecimiento potencial.

Las tabacaleras empezaron a hacer publicidad selectiva dirigida a las mujeres a finales de la década de 1920. En 1928, George Washington Hill, presidente de la American Tobacco Company, se dio cuenta del mercado potencial que podía encontrarse en ellas y dijo: "Será como abrir una mina de oro justo en nuestro patio delantero". Sin embargo, algunas mujeres que ya fumaban fueron consideradas como consumidoras inapropiadas. En 1919, el director de un hotel dijo que las mujeres "no saben realmente qué hacer con el humo. Tampoco saben cómo sostener sus cigarrillos correctamente. En realidad, convierten en un desastre toda la representación que supone el acto de fumar.” Las compañías de tabaco tenían que asegurarse de que las mujeres no fueran ridiculizadas por consumir cigarrillos en público y Philip Morris incluso patrocinó una serie de conferencias que enseñaban a las mujeres el arte de fumar.
Para aumentar el número de mujeres fumadoras, Hill decidió contratar a Edward Bernays, hoy conocido como el padre de las relaciones públicas, para que le ayudara a reclutar mujeres fumadoras. Bernays decidió intentar eliminar el tabú social contra las mujeres que fumaban en público. Obtuvo el asesoramiento del psicoanalista Abraham. Brill, quien afirmó que era normal que las mujeres fumaran debido a la fijación a la fase oral y dijo: "Hoy en día la emancipación de las mujeres ha suprimido muchos de sus deseos femeninos. Ahora hay más mujeres que hacen el mismo trabajo que los hombres. Muchas mujeres no tienen hijos; las que los tienen, tienen menos. Los rasgos femeninos se enmascaran. Los cigarrillos, que se equiparan a los hombres, se convierten en antorchas de libertad". En 1929 Bernays decidió contratar a mujeres para que fumaran sus "antorchas de la libertad" mientras caminaban en el desfile del Domingo de Pascua en Nueva York. Esto fue una sorpresa porque, hasta ese momento, sólo se les permitía fumar en determinados lugares, como en la intimidad de sus hogares. Fue muy cuidadoso a la hora de elegir a las mujeres que desfilaban porque "aunque debían ser guapas, no debían parecer demasiado modelos" y contrató a sus propios fotógrafos para asegurarse de que se tomaban buenas fotos que luego se publicaban en todo el mundo.  La feminista Ruth Hale también pidió que las mujeres se unan a la marcha diciendo: “¡Mujeres! ¡Enciende otra antorcha de libertad! ¡Lucha contra otro tabú sexual! "  Una vez publicadas las imágenes, se habló de la campaña en todas partes, la marcha de las mujeres se consideró una protesta por la igualdad y suscitó un debate en todo el país, que aún hoy se conoce. El hecho de dirigirse a ellas en la publicidad del tabaco hizo que aumentaran los índices de tabaquismo entre la población femenina. En 1923 las mujeres sólo compraban el 5% de los cigarrillos vendidos, en 1929 ese porcentaje aumentó al 12%, en 1935 al 18,1%, alcanzando un máximo en 1965 con el 33,3%, y manteniéndose en este nivel hasta 1977.

## El retorno en los años 90

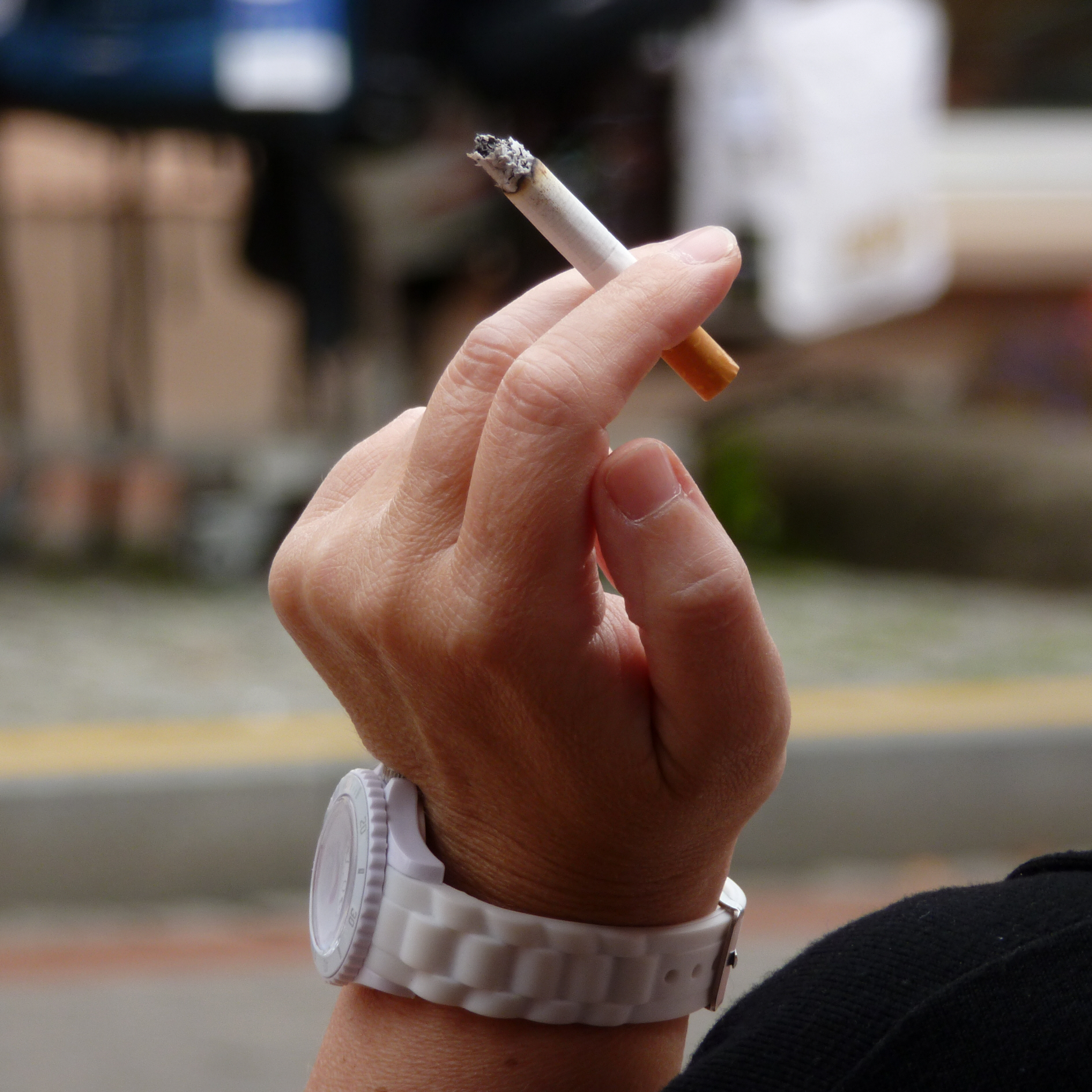
La idea de las "antorchas de la libertad" resurgió en la década de 1990 mucho más allá de las fronteras de Estados Unidos, donde la publicidad del tabaco se estaba volviendo cada vez más restringida.

En la década de 1990, las tabacaleras continuaron promocionando los cigarrillos como “antorchas de la libertad” mientras buscaban expandir sus mercados en todo el mundo. Marcas como Virginia Slims continuaron promoviendo la idea de modernidad y libertad en nuevos mercados. El uso de esta imagen en la publicidad del tabaco se ha dirigido específicamente a las mujeres de los países en los que la mujer está ganando más igualdad y liberación.
Las imágenes utilizadas en las campañas publicitarias difieren según la región. En España utilizan imágenes de mujeres en profesiones que se consideraban masculinas, como la de piloto de caza, para atraer a las jóvenes, y las tasas de tabaquismo entre las mujeres jóvenes en España aumentaron del 17% en 1978 al 27% en 1997. Las tabacaleras también utilizan el tabaco como imagen de la emancipación en Europa oriental y central, donde los cigarrillos se muestran como símbolos de la libertad occidental.  En los años 90, Alemania fue un objetivo de la publicidad, y entre 1993 y 1997 las tasas de tabaquismo entre las mujeres de 12 a 25 años en Alemania pasaron del 27% al 47%, mientras que el aumento del tabaquismo en los hombres para el mismo grupo de edad es mucho menor.  En Japón, los diversos tipos de cigarrillos que se anuncian a las mujeres las han animado a ser únicas. Una encuesta del Ministerio de Salud y Bienestar japonés mostró que entre 1986 y 1999 el consumo de tabaco entre las mujeres había aumentado del 10,5% al 23,2%.  En Sudáfrica, los anuncios muestran a las mujeres cruzando las barreras raciales, ya que las mujeres negras aceptan los cigarrillos de los hombres blancos, y en la India, las mujeres son representadas con ropa occidental y cigarrillos como un signo de liberación y movilidad ascendente. En Asia es cada vez más aceptable que las mujeres fumen y esto está generando una mayor demanda. Las empresas tabacaleras se anuncian a mujeres de todo el mundo, mostrando los cigarrillos como símbolos de movilidad ascendente, igualdad de género y libertad. El impacto se puede ver en el aumento del número de mujeres que empezaron a fumar en los últimos años.